# China Open (Snooker)
Die China Open, bis 1999 China International, waren ein professionelles Snookerturnier und somit Teil der Snooker Main Tour. Das Turnier wurde 1997 unter dem Namen China International erstmals als Einladungsturnier ausgetragen. 1999 erhielt es den Status eines Weltranglistenturniers und ab der dritten Auflage mit China Open einen neuen Namen.
Zwischen 1997 und 2019 wurde das Turnier 20 Mal ausgetragen, es gab 11 verschiedene Sieger. Rekordsieger des Turnieres sind der Waliser Mark Williams und der Engländer Mark Selby mit jeweils drei Titeln. Außerdem wurden insgesamt acht Maximum Breaks gespielt.

## Geschichte
Die Erstausgabe des Turniers fand im September 1997 unter dem Namen China International mit einem aus führenden internationalen Spielern und lokalen Spielern bestehenden Teilnehmerfeld als Einladungsturnier in Peking statt und wurde von Steve Davis gewonnen. Zum Ende der folgenden Saison folgte unter demselben Namen die Erstausgabe als Ranglistenturnier in Shanghai, wobei in einem rein schottischen Finale John Higgins Billy Snaddon besiegte. Ein Jahr später wurde das Turnier am selben Ort erstmals unter dem Namen China Open ausgetragen und erstmals von Ronnie O’Sullivan gewonnen, der im Jahr 2000 seinen Titel in Shenzhen verteidigen konnte. 2001 bekam das Turnier im März einen Platz im Turnierkalender und wurde erneut in Shanghai ausgetragen, wobei der Waliser Mark Williams erstmals das Turnier gewann.
Wegen wegfallender Sponsorengelder mussten in den frühen 2000er Jahren eine Reihe von Turnieren gestrichen werden, so dass die China Open zwei Jahre lang ausgesetzt wurden. Geplant war, das Turnier im März 2004 zu veranstalten. Es kehrte erst 2005 in den Turnierkalender und in die Hauptstadt Peking als Spielort zurück. Wie auch schon in den früheren Jahren wurden Wildcards an lokale Spieler vergeben. Das Turnier gewann überraschend mit Ding Junhui einer der Wildcard-Spieler, der im Finale den Schotten Stephen Hendry mit 9:5 besiegte. Über 110 Millionen Menschen schauten im chinesischen Fernsehen das Finale, das einen Snookerboom in China auslöste. Ab 2006 wurde das Turnier in der Universität Peking ausgetragen. Erneut gewann Mark Williams das Endspiel, als er John Higgins mit 9:8 im Finale besiegte. Ein Jahr später konnte der damalige amtierende Weltmeister Graeme Dott im Endspiel Jamie Cope besiegen, bevor 2008 Dotts Landsmann Stephen Maguire den Engländer Shaun Murphy mit 10:9 besiegte.
2009 erreichte John Higgins erneut das Finale, verlor es aber gegen Peter Ebdon. Ein Jahr später konnte Mark Williams gegen Ding Junhui zum dritten Mal das Turnier gewinnen. Damit ist der Waliser einer der Rekordsieger. 2011 konnte Judd Trump gegen  Mark Selby das Turnier gewinnen.
Im Jahr 2012 trafen im Finale Peter Ebdon und Stephen Maguire aufeinander und ersterer gewann im Decider zum zweiten Mal das Turnier. Im folgenden Jahr konnte der Australier Neil Robertson das Turnier für sich entscheiden, als er Mark Selby im Finale mit 10:6 besiegte. Auch 2014 erreichte Robertson das Endspiel, musste sich jedoch Ding Junhui geschlagen geben.
Die 2015er-Ausgabe, gesponsert von Baic Motor, gewann Mark Selby, der im Endspiel seinen Landsmann Gary Wilson mit 10:2 besiegte. Die 2016er-Ausgabe gewann Judd Trump mit 10:4 gegen Ricky Walden. Die 2017er-Ausgabe gewann Mark Selby gegen Mark Williams mit 10:8.
Im Januar 2018 gab die WPBSA bekannt, das World Snooker und der gemeinsam Veranstalter Star Xing Pai und Bejing Fuhua Culture Tourism Development Ltd.Co. eine Vierjahresvereinbarung vereinbarten. Das gesamt Preisgeld erhöht sich auf 1.000.000 Pfund. Der Sieger erhielt 225.000 Pfund. Somit war das zweithöchstdotierte Turnier nach der Snookerweltmeisterschaft. Zudem wurden die Distanzen geändert, so das bis einschließlich Viertelfinale Best of 11, im Halbfinale Best of 19, und im Final zum ersten Mal Best of 21 gespielt wurde.
2018 verteidigte Mark Selby seinen Titel aus dem Vorjahr (2017). Er bezwang Barry Hawkins mit 11:3 im Finale. Er triumphierte damit zum dritten Mal und zog in der Rekordsiegerliste mit Mark Williams gleich. 2019 konnte Neil Robertson zum zweiten Mal das Turnier gewinnen, als er Jack Lisowski mit 11:4 besiegte.
In der Geschichte der China Open wurden bisher acht Maximum Breaks erzielt. Das erste gelang James Wattana aus Thailand in der Erstauflage des Turniers 1997 gegen Pang Wei Guo, in der Qualifikation für die nächste Ausgabe spielte Mehmet Husnu das zweite Maximum. 2008 konnte Stephen Maguire und 2010 Neil Robertson, zwei weitere Maximum Breaks spielen, bevor Judd Trump 2017 erneut ein Maximum Break spielte. 2018 spielten sowohl Ronnie O’Sullivan als auch Stuart Bingham jeweils ein Maximum Break, wobei Bingham auch 2019 erfolgreich war.
Die Snooker-Saison 2019/20 wurde im Frühjahr 2020 von der COVID-19-Pandemie unterbrochen. Die China Open als eines der letzten Turniere der Spielzeit wurden erst verschoben und dann wegen der weltweiten Reisebeschränkungen als einziges Turnier abgesagt, während die Turniere in England ohne Publikum ausgetragen werden konnten. Die restriktive Corona-Politik Chinas ließ in den beiden folgenden Spielzeiten keine Turniere in dem Land zu. Als 2023 chinesische Turniere wieder in den Turnierkalender zurückkehrten, waren die China Open nicht mehr dabei.

## Sieger
| Jahr                                                | Austragungsort                                      | Sieger                                              | Ergebnis                                            | Finalist                                            | Hauptsponsor                                        | Saison                                              |
| China International – kein Ranglistenturnier-Status | China International – kein Ranglistenturnier-Status | China International – kein Ranglistenturnier-Status | China International – kein Ranglistenturnier-Status | China International – kein Ranglistenturnier-Status | China International – kein Ranglistenturnier-Status | China International – kein Ranglistenturnier-Status |
| --------------------------------------------------- | --------------------------------------------------- | --------------------------------------------------- | --------------------------------------------------- | --------------------------------------------------- | --------------------------------------------------- | --------------------------------------------------- |
| 1997                                                | Peking                                              | Steve Davis                                         | 7:4                                                 | Jimmy White                                         | Catch                                               | 1997/98                                             |
| China International – Ranglistenturnier-Status      |                                                     |                                                     |                                                     |                                                     |                                                     |                                                     |
| 1999                                                | Shanghai – JC Mandarin Hotel                        | John Higgins                                        | 9:3                                                 | Billy Snaddon                                       | –                                                   | 1998/99                                             |
| China Open – Ranglistenturnier-Status               |                                                     |                                                     |                                                     |                                                     |                                                     |                                                     |
| 1999                                                | Shanghai – JC Mandarin Hotel                        | Ronnie O’Sullivan                                   | 9:2                                                 | Stephen Lee                                         | –                                                   | 1999/00                                             |
| 2000                                                | Shenzhen – Mission Hills                            | Ronnie O’Sullivan                                   | 9:3                                                 | Mark Williams                                       | Mission Hills                                       | 2000/01                                             |
| 2002                                                | Shanghai – International Gymnastics Centre          | Mark Williams                                       | 9:8                                                 | Anthony Hamilton                                    | –                                                   | 2001/02                                             |
| 2003/2004: keine Austragung                         |                                                     |                                                     |                                                     |                                                     |                                                     |                                                     |
| 2005                                                | Peking – Haidian Stadium                            | Ding Junhui                                         | 9:5                                                 | Stephen Hendry                                      | –                                                   | 2004/05                                             |
| 2006                                                | Peking – Universität Peking                         | Mark Williams                                       | 9:8                                                 | John Higgins                                        | Star Dragon Woods Villa                             | 2005/06                                             |
| 2007                                                | Peking – Universität Peking                         | Graeme Dott                                         | 9:5                                                 | Jamie Cope                                          | Honghe Industrial                                   | 2006/07                                             |
| 2008                                                | Peking – Universität Peking                         | Stephen Maguire                                     | 10:9                                                | Shaun Murphy                                        | Honghe Industrial                                   | 2007/08                                             |
| 2009                                                | Peking – Universität Peking                         | Peter Ebdon                                         | 10:8                                                | John Higgins                                        | Bank of Beijing                                     | 2008/09                                             |
| 2010                                                | Peking – Universität Peking                         | Mark Williams                                       | 10:6                                                | Ding Junhui                                         | Sanyuan Foods                                       | 2009/10                                             |
| 2011                                                | Peking – Universität Peking                         | Judd Trump                                          | 10:8                                                | Mark Selby                                          | Bank of Beijing                                     | 2010/11                                             |
| 2012                                                | Peking – Universität Peking                         | Peter Ebdon                                         | 10:9                                                | Stephen Maguire                                     | Bank of Beijing                                     | 2011/12                                             |
| 2013                                                | Peking – Universität Peking                         | Neil Robertson                                      | 10:6                                                | Mark Selby                                          | Bank of Beijing                                     | 2012/13                                             |
| 2014                                                | Peking – Universität Peking                         | Ding Junhui                                         | 10:5                                                | Neil Robertson                                      | –                                                   | 2013/14                                             |
| 2015                                                | Peking – Universität Peking                         | Mark Selby                                          | 10:2                                                | Gary Wilson                                         | Baic Motor                                          | 2014/15                                             |
| 2016                                                | Peking – Universität Peking                         | Judd Trump                                          | 10:4                                                | Ricky Walden                                        | –                                                   | 2015/16                                             |
| 2017                                                | Peking – Universität Peking                         | Mark Selby                                          | 10:8                                                | Mark Williams                                       | –                                                   | 2016/17                                             |
| 2018                                                | Peking – Universität Peking                         | Mark Selby                                          | 11:3                                                | Barry Hawkins                                       | Fuhua Group                                         | 2017/18                                             |
| 2019                                                | Peking – Universität Peking                         | Neil Robertson                                      | 11:4                                                | Jack Lisowski                                       | Fuhua Group                                         | 2018/19                                             |